# Альфонс Амбрёнский
Альфо́нс (фр. Alphonse; умер около 770) — епископ Амбрёна (около 740 — около 770), местночтимый святой Амбрёнской архиепархии Римско-католической церкви.

## Биография
Управление Альфонсом кафедрой Амбрёна пришлось на один из наиболее скудно освещённых в источниках периодов истории епархии. Главная причина этого — уничтожение бо́льшей части документов в ходе неоднократных разорений земель Прованса, осуществлённых испанскими маврами в VIII — первой трети X веков.
Основной источник сведений об Альфонсе — средневековые диптихи Амбрёнской епархии, в которых этот епископ назван преемником Вильшена и предшественником святого Марцелла. На основе анализа этих документов предполагается, что Альфонс управлял кафедрой между 740 и 770 годами. Церковные предания связывают с именем этого епископа первое нападение мавров на территорию епархии, последовавшее за арабским завоеванием Пиренейского полуострова. Также историки отмечают, что управление Альфонсом епископством пришлось на время общего упадка епархий Франкского государства, вызванного секуляризацией церковных владений, проведённой майордомом Карлом Мартеллом.
В диптихах Амбрёнской епархии епископ Альфонс упоминается как святой, однако день его памяти в них не указан, также как неизвестно и местонахождение его реликвий.